# Pools honkbalteam

De Poolse vlag.

Het Pools honkbalteam is het nationale honkbalteam van Polen. Het team vertegenwoordigt Polen tijdens internationale wedstrijden.
Het Pools honkbalteam sloot zich in 1990 aan bij de Europese Honkbalfederatie (CEB), de continentale bond voor Europa van de IBAF.

## Kampioenschappen

### Europees kampioenschap onder-18
Polen nam één enkele keer deel aan het Europees kampioenschap honkbal onder-18. Ze behaalde de 10e plaats.
| Editie    | 2007 |
| Prestatie | 10e  |

### Europees kampioenschap onder-16
Polen nam tweemaal deel aan het Europees kampioenschap honkbal onder-16. De zevende plaats is de hoogst behaalde.
| Editie    | 2006 | 2007 |
| Prestatie | 7e   | 8e   |

### Europees kampioenschap onder-12
Polen nam driemaal deel aan het Europees kampioenschap honkbal onder-12. De zilveren plak is de hoogst behaalde medaille. Ook haalde ze een keer de bronzen plak.
| Editie    | 2006 | 2007   | 2008  |
| Prestatie | 4e   | Zilver | Brons |